# صغر الذقن
صغر الذقن هو مصطلح طبي تصغر فيه الذقن صغرًا معتاد أو مشوه. وهو يعني أن بها صغرًا غير طبيعي. الحالة المتباينة أو العكسية هي توسع الذقن، ويسمى «ضخامة الذقن»

## الأسباب
يمكن أن تحدث في أي شخص، ولكن غالبا ما يكون علامة على متلازمة داون.